# Willoughby Tucker, I'll Always Love You
Willoughby Tucker, I'll Always Love You è il terzo album in studio della cantautrice statunitense Ethel Cain, pubblicato l'8 agosto 2025 dall'etichetta discografica Daughters of Cain. 
Strutturato come un concept album, il progetto è stato accolto positivamente dalla critica musicale, che, tra le altre cose, ha elogiato le doti di scrittura dell'artista e la sua performance vocale.

## Tracce
Testi e musiche di Hayden Anhedönia, eccetto dove indicato diversamente.
1. Janie – 5:00 (Hayden Anhedönia, Matthew Tomasi)
2. Willoughby's Theme – 4:44
3. Fuck Me Eyes – 6:04
4. Nettles – 8:03
5. Willoughby's Interlude – 7:27
6. Dust Bowl – 6:26 (Hayden Anhedönia, Canaan Dove Amber, Clay E. Parton)
7. A Knock at the Door – 5:24
8. Radio Towers – 5:12
9. Tempest – 10:00 (Hayden Anhedönia, Angel Diaz)
10. Waco, Texas – 15:15 (Hayden Anhedönia, Matthew Tomasi)